# Bannaella
Genre
Bannaella est un genre d'araignées aranéomorphes de la famille des Lathyidae.

## Distribution
Les espèces de ce genre se rencontrent en Chine, en Corée du Sud et au Japon.

## Liste des espèces
Selon World Spider Catalog (version 26, 11/07/2025) :
- Bannaella lhasana (Hu, 2001)
- Bannaella sexoculata (Seo & Sohn, 1984)
- Bannaella sinuata Zhang & Li, 2011
- Bannaella tibialis Zhang & Li, 2011

## Systématique et taxinomie
Ce genre a été décrit par Zhang et Li en 2021 dans les Dictynidae. Il est placé dans les Lathyidae par Montana, Cala-Riquelme, Crews, Gorneau, Al-Jamal, Alequín, Spagna, Ballarin et Esposito en 2025.

## Publication originale
- Zhang & Li, 2011 : « On four new canopy spiders of Dictynidae (Araneae) from Xishuangbanna Rainforest, China. » Zootaxa, no 3066, p. 21–36.